# Per Jensen
Per Jensen, född 26 juni 1956 i Köpenhamn, är professor i etologi vid Linköpings universitet. 
Jensen blev filosofie doktor i etologi 1983, docent 1984, forskarassistent 1983–1988 och professor i etologi 1988 vid Sveriges lantbruksuniversitet, SLU. Han var gästprofessor 2002–2004 vid Linköpings universitet och utsågs där till professor i etologi, särskilt funktionell genomik, 2005.
De första fem åren efter disputationen handlade Jensens forskning främst om svinens naturliga beteende i bland annat stora inhägnader. Sedan han blev professor ändrade hans forskning delvis inriktning och har framförallt handlat om höns och domesticeringens effekter på beteendet. Han har även bedrivit forskning i gränslandet mellan etologi och molekylär genetik om blandat genetiska orsaker till olika beteenden hos höns.
Jensen var medlem i EU-kommissionens vetenskapliga råd för djurskydd 1994–2004 och ordförande 2001–2004. Sedan 2010 är han ledamot i Forskningsrådet Formas.
Jensens vetenskapliga publicering har (2025) enligt Scopus över 11 500 citeringar och ett h-index på 58.

## Utmärkelser
- Sällskapet för veterinärmedicinsk forsknings pris för bästa vetenskapliga publikation, 1984.[6]